# Voroșilovgrad (roman)
Voroșilovgrad (în ucraineană Ворошиловград, transliterat: Voroșîlovhrad) este un roman al autorului și activistului social ucrainean Serhii Jadan, publicat în 2010. În 2016 a fost tradus din ucraineană în engleză de Reilly Costigan-Humes și Isaac Wheeler. The Wild Fields, un film bazat pe roman, a fost lansat în 2018.
În 2010 Voroșilovgrad a câștigat premiul oferit de BBC News Ukrainian pentru cartea anului în 2010, iar în 2014 premiul BBC News Ukrainian pentru Cartea deceniului și Premiul Jan Michalski pentru literatură în Elveția. Romanul a fost tradus cel puțin în nouă limbi.

## Rezumat
Herman, un tânăr expert politic care lucrează în Harkov, se întoarce acasă în orașul natal pentru a gestiona benzinăria fratelui său, după dispariția acestuia. Herman lucrează împreună cu Injured și Kocha, angajații fideli ai fratelui său. Ei protejează benzinăria de un om de afaceri local, foarte influent, Pastushok. Mânat de nostalgie și de dorința de a combate nedreptatea, Herman rămâne la Voroșilovgrad, renunțând la viața anterioară pentru un viitor necunoscut. Romanul abordează teme precum împăcarea cu trecutul sau fostele prietenii. Concomitent, ilustrează moștenirea administrației sovietice asupra regiunii Donbas și soarta incertă a locuitorilor săi.

## Context
Voroșilovgrad este un oraș situat în Donbas, în estul Ucrainei, cunoscut sub numele de Lugansk după dizolvarea Uniunii Sovietice. Traducătorii de engleză din Rusia au folosit transliterarea istorică rusă a numelui orașului (cu i pentru и și g pentru г) când au fost traduse inițial. Într-un efort de a rupe tradiția colonială de a scrie nume folosind fonetica rusă, îndrumările guvernului ucrainean (cu y pentru и și h pentru г) traduc titlul în „Voroshylovhrad”. Ambele ortografii sunt încă folosite.
Donbas este o regiune industrială cunoscută pentru terenurile sale de stepă și pentru exploatarea cărbunelui, situată de-a lungul graniței cu Rusia. Sub conducerea lui Stalin, Donbas a devenit decorul mișcării stahanoviste. În mai 2014, când Voroșilovgrad era controlat de autodeclarata Republica Populară Lugansk, Zhadan a scris că acest stat nerecunoscut nu există decât în imaginația autoproclamaților „primari ai poporului” și „guvernatori ai poporului”.

## Receptare critică
Romanul a primit reacții pozitive de la reviste precum Publishers Weekly, The New Yorker și Los Angeles Review of Books. A fost prezentată în revista World Literature Today's la rubrica de recomandări de lectură pentru vară în 2016.
Toate personajele romanului se agață de trecut și luptă pentru a-și păstra identitatea. Scriitorul sugerează că viața personală a personajelor sale nu poate fi separată de disputele politice, trauma amintirilor în regiunea Donbas are implicații psihologice și geopolitice deopotrivă. Prin acest roman, Jadan a creat o poezie autentică a devastării post-sovietice în mediul rural.
Prin Voroșilovgrad, Jadan a experimentat întoarcerea acasă, a redescoperit conexiunea profundă cu „cerul înalt” și „pământul negru” al locurilor și un sentiment de loialitate și apartenență la zonele postindustriale abandonate din estul țării. Titlul romanului simbolizează legăturile puternice ale ucrainenilor cu țara lor, la fel și structura și expresivitatea cărții.
Voroșilovgrad poate fi interpretat ca un bildungsroman, deși protagonistul și naratorul, Herman, a trecut de vârsta potrivită acestui gen, căci are 32 de ani, după cum mărturisește la început. Romanul prezintă un tărâm pustiu anormal, unde tot ce înseamnă existențial trebuie să treacă mai întâi prin material, iar pentru a reda această idee autorul inserează puțin fotbal, sexualitate din abundență și încă și mai multă violență. Obiectele materiale pe care le descrie cu o precizie aproape grotescă (icoane de lemn ale martirilor creștini ortodocși, un medalion cu echipa Manchester United, o pereche de foarfece electrice Bosch) sunt, de fapt, cuvintele lipsă din dialogurile laconice. Și nu doar cuvintele lipsesc, oamenii numesc Donbas „Triungiul Bermudelor”, pentru că aici totul dispare: lucrurile, anii, oamenii.